# Giuseppe Sacripante
Pour les articles homonymes, voir Sacripante.
Giuseppe Sacripante (né le 19 mars 1642 à Narni en Ombrie, alors dans les États pontificaux, et mort à Rome le 4 janvier 1727) est un cardinal italien de la fin du XVIIe siècle et du début du XVIIIe siècle. Il est l'oncle du cardinal Carlo Maria Sacripante (1739).

## Biographie
Giuseppe Sacripante exerce des fonctions au sein de la Curie romaine, notamment comme auditeur à la Rote romaine, avocat consistoriel, chanoine à la basilique du Latran et référendaire au tribunal suprême de la Signature apostolique.
Le pape Innocent XII le crée cardinal lors du consistoire du 12 décembre 1695. Il est préfet de la Congrégation du Concile et de la Congrégation pour la Propaganda Fide et camerlingue du Sacré Collège 1705-1706.
Sacripante participe au conclave de 1700, lors duquel Clément XI est élu pape, au conclave de 1721 (élection d'Innocent XIII) et à celui de 1724 (élection de Benoît XII).

### Sources
- Fiche du cardinal sur le site fiu.edu